# 李敬齋 (1890年)

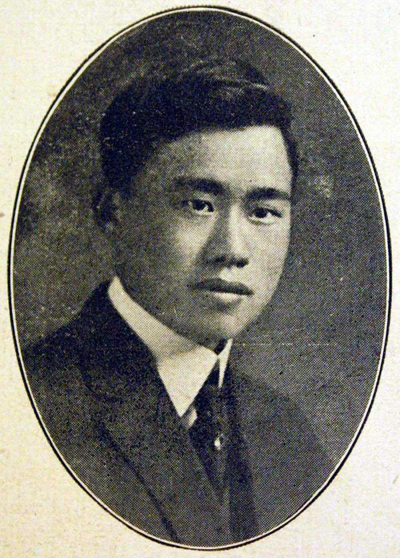
李敬斋

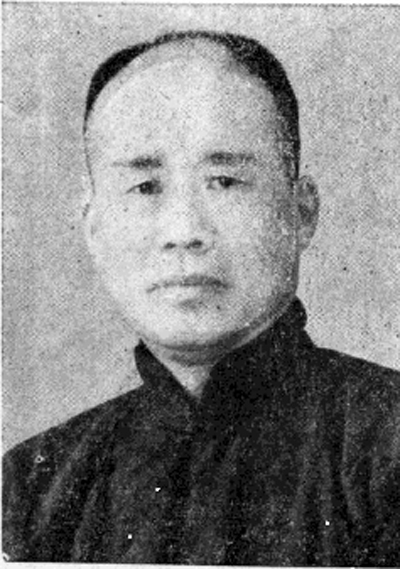
《中国当代名人传》中的李敬斋照片

李敬斋（1890年—1987年），原名鹤，字敬斋，后以字行，河南省汝南县人，中华民国建筑学家、教育家。

## 生平
1911年，李敬斋自京师肄业馆（今清华大学）毕业后，赴美国留学，入密歇根大学主修建筑工程学专业，辅修文学专业。1917年，获得工学硕士学位，不久又获文学博士学位。1918年2月归国，应聘出任河南留学欧美预备学校（今河南大学）副教授。1919年，继林伯襄、丁德合之后，担任河南留学欧美预备学校第三任校长，1920年晋升为教授。
在担任河南留学欧美预备学校校长的三年时间内，李敬斋率先在该校试行学分制。在这三年内，德文科毕业生中的16人留学欧洲，其中获博士学位者六人，获硕士学位者七人。1923年3月，该校由外语高等专科学校升为本科大学“中州大学”后，李敬斋出任教务长，任内使该校引入淘汰及竞争机制，并且进一步完善了学分制。后来，李敬斋还曾任开封的福中矿务大学（今河南理工大学）校长，进一步试行学分制。
1929年7月2日，李敬斋出任河南省政府委员，任至1935年12月31日免职。1929年7月15日，李敬斋出任河南省教育厅厅长，1930年2月10日免职。1930年10月8日，李敬斋再度出任河南省教育厅厅长，1932年1月31日免职。此后，1932年6月2日，李敬斋出任河南省民政厅厅长，任至1933年5月24日免职。1935年5月31日，李敬斋第三度出任河南省教育厅厅长，任至1935年12月31日免职。自1931年1月起，李敬斋兼任河南大学校长。
自1910年代至1930年代，李敬斋作为建筑学家，亲自主持设计了河南大学东十斋中的一至八斋，并且参与指导设计了该校的六号楼、七号楼、南大门、大礼堂。他还参与过北京协和医院的建造工作张清平. . 河南大学新闻网. 2015-01-08  [2024-02-27]. （原始内容存档于2024-07-22）.。
抗日战争爆发后，李敬斋调离河南。1942年6月，国民政府内政部地政司改为行政院地政署；1947年5月，行政院地政署改为地政部。1947年4月23日，國民政府特任李敬齋為行政院政務委員，兼地政部部長。:83401948年12月22日免职。1948年，李敬斋赴台湾定居，曾任國立故宮中央博物院共同理事會理事、理事長，後被聘為國策顧問，並长期担任国立河南大学旅台校友会常务理事、顾问。1987年，李敬斋逝世。

## 著作
- 《十九年来河南之教育》
- 《办理河南教育之政见》
- 《文字源流》
- 《正名》
- 《今韵》
- 《中华字源》
- 《八朝诗选》
- 《史前史纲》
- 《中国政治之彻底解决》
- 李敬斋还著有建筑工程学论著数十篇/部[1]